# Anne Clough
Anne Jemima Clough, més coneguda com a Anne Clough (Liverpool, 20 de gener de 1820- Cambridge, Cambridgeshire, Anglaterra, 27 de febrer de 1892), fou una educadora i feminista anglesa que va ser la primera directora del Newnham College, a Cambridge. Era germana del poeta anglès Arthur Hugh Clough.